# 征服 (1937年の映画)
『征服』（せいふく、原題：Conquest）は、1937年に製作・公開されたアメリカ合衆国の映画である。ポーランドの作家ヴァツワフ・ガシオロフスキの小説『ヴァレフスカ夫人』を原作としており、クラレンス・ブラウンが監督、グレタ・ガルボとシャルル・ボワイエが主演した。

## キャスト
※括弧内は日本語吹替（テレビ版）
- マリア・ヴァレフスカ：グレタ・ガルボ（水城蘭子）
- ナポレオン・ボナパルト：シャルル・ボワイエ（家弓家正）
- タレーラン：レジナルド・オーウェン（宮内幸平）
- ドルナノ：アラン・マーシャル（納谷六朗）
- ヴァレフスキ伯爵：ヘンリー・スティーヴンソン
- パヴェウ・ラチンスキ：リーフ・エリクソン
- マリア・レティツィア・ボナパルト：メイ・ウィッティ
- ペラギア（伯爵の姉）：マリア・オースペンスカヤ
- 兵士：ウラディーミル・ソコロフ
- デューローク：ジョージ・ヒューストン（嶋俊介）
  - 日本語吹替その他声の出演：石井敏郎、赤木葉子、仁内建之、麻生美代子、村松康雄、水鳥鉄夫、山本嘉子、野本礼三

## スタッフ
- 監督：クラレンス・ブラウン
- 製作：バーナード・H・ハイマン
- 脚本：S・N・バーマン、サミュエル・ホッフェンシュタイン、ザルカ・フィアテル
- 音楽：ハーバート・ストサート
- 撮影：カール・フロイント
- 編集：トム・ヘルド
- 美術：セドリック・ギボンズ、ウィリアム・A・ホーニング
- 衣裳：エイドリアン
- 録音：ダグラス・シアラー

## アカデミー賞ノミネーション
- 主演男優賞：シャルル・ボワイエ
- 美術賞：セドリック・ギボンズ、ウィリアム・A・ホーニング